# N-SAT-110
N-SAT-110（エヌサット-ワンテン）とは東経110度赤道（=東南アジア・ボルネオ島）付近上空の対地静止軌道を周回していた日本の人工衛星（静止衛星、通信衛星）である。機体メーカはロッキード・マーティンで、同社A2100-AX衛星バスをもとに製作されている。保有者はスカパーJSATで、日本国内相互間の通信及び放送の中継を行っていた。
2008年10月に宇宙通信及びJSATがスカイパーフェクト・コミュニケーションズと合併しスカパーJSATとなったが、それ以前は衛星の軌道・姿勢制御といった管制業務を宇宙通信が、中継業務は両者がそれぞれ行っており、衛星全体の名称はN-SAT-110であるが、宇宙通信においてはSUPERBIRD D（スーパーバード ディー、調達呼称SUPERBIRD-5）、JSATにおいてはJCSAT-110（ジェイシーサットひゃくじゅう、調達呼称JCSAT-7）の別名を使用しており、各社管理部分を区分して指す場合にもその別名が用いられる。

## 沿革
- 2000年10月7日 フランス領ギアナのギアナ宇宙センターから、アリアンスペースによりアリアン4ロケットに搭載し打ち上げ
- 2002年3月1日 東経110度CS受託国内放送開始
- 2019年1月 デオービット[1]

## 東経110度CS放送
この衛星退役後も別の衛星でサービスは行われている。詳細については、日本における衛星放送を参照。また当該放送事業者の一覧については、スカパー! (東経110度BS・CSデジタル放送)#衛星基幹放送事業者一覧を参照。
右旋円偏波のトランスポンダ12本は、東経110度CS放送に用いられている。スカパーJSATが放送法に基づく基幹放送局提供事業者となり、同社プラットフォームの「スカパー!」と提携する23社の衛星基幹放送事業者がデジタル放送（ISDB-S方式）を行っている。
衛星基幹放送局の免許は東経110度CS国内基幹放送の用途で関東総合通信局より以下の計6局（12波）が免許されている。
| 衛星名称                                                               | 基幹放送提供事業者 （衛星呼称） | コールサイン                        | 物理チャンネル | 空中線電力 |
| ---------------------------------------------------------------------- | ------------------------------- | ----------------------------------- | -------------- | ---------- |
| N-SAT-110                                                              | 旧 宇宙通信 （SUPERBIRD D）     | JO81-CS-HDTV JO81-CS-TV JO81-CS-DAT | ND2,8,10       | 114.5W     |
| N-SAT-110                                                              | 旧 宇宙通信 （SUPERBIRD D）     | JO81-CS-HDTV JO81-CS-TV JO81-CS-DAT | ND16,18,24     | 104.7W     |
| N-SAT-110                                                              | 旧 JSAT （JCSAT-110）           | JO82-CS-HDTV JO82-CS-TV JO82-CS-DAT | ND2,8,10       | 114.5W     |
| N-SAT-110                                                              | 旧 JSAT （JCSAT-110）           | JO82-CS-HDTV JO82-CS-TV JO82-CS-DAT | ND16,18,24     | 104.7W     |
| HDTV-高精細度テレビジョン放送、TV-標準テレビジョン放送、DAT-データ放送 |                                 |                                     |                |            |

## 通信
左旋円偏波のトランスポンダ12本は映像通信、IPその他のデータ通信などに用いられる。

### 提供サービス
- Sky-Access、V-Drive110 - 映像・データ配信（スカパーJSAT）
- SafetyBIRD - 緊急地震速報等の配信（スカパーJSAT）
- JDS衛星ネットワーク「i-HITS」（日本デジタル配信）

東経144度通信衛星のSUPERBIRD C2とともに、ケーブルテレビ局向けデジタル配信に利用している。
- 駿台サテネット21（駿台予備学校）

## 予備衛星
2011年8月6日（※日本時間8月7日）に打ち上げたBS現用・東経110度CS予備ハイブリッド衛星となるBSAT-3c/JCSAT-110R（放送衛星システムとの共同調達機）の運用開始までの間、東経110度通信衛星事業を行うことができる衛星は、既に設計寿命の大半を経過している本機1機のみの体制が約11年続いていた。